# Валесхаузен
Валесхаузен је мјесто у њемачкој савезној држави Баварска у округу Ландсберг ам Лех.

## Географски и демографски подаци
Мјесто се налази на надморској висини од 571 метра. Његова површина износи 13,0 km². У самом мјесту је, према процјени из 2010. године, живјело 1.386 становника. Просјечна густина становништва износи 107 становника/km².

## Међународна сарадња
| Мјесто | Држава    | Врста сарадње | Од    |
| ------ | --------- | ------------- | ----- |
|        | Француска | партнерство   | 1969. |
| Извор  |           |               |       |